# Scream of the Banshee
Scream of the Banshee es una película de 2010 dirigida por Steven C. Miller, y lanzada como parte de las series de After Dark Originals. La película es coproducida por Syfy. La filmación comenzó en noviembre de 2009 en Luisiana. La película se estrenó el 26 de marzo de 2011 en Syfy y se cifró en 1.54 millones el número de espectadores.

## Trama
Una profesora de arqueología descubre un artefacto peligroso que, sin ella saberlo, libera una criatura que es capaz de matar con el poder de su grito.

## Elenco
- Marcelle Baer como Shayla Whelan.
- Lauren Holly como Profesora Isla Whelan.
- Todd Haberkorn como Otto.
- Lance Henriksen[5] como Broderick Duncan.
- Leanna Cochran como Janie.
- Garrett Hines como Kurtis.